# The Pine's Revenge
The Pine's Revenge er en amerikansk stumfilm fra 1915 af Joe De Grasse.

## Medvirkende
- Leo Madison som Grace Milton
- Arthur Shirley som Dick Rance
- Lon Chaney som Black Scotty
- Millard K. Wilson som John Harding